# 藤井彩香
藤井 彩香（ふじい さやか、1983年5月22日 - ）は、日本の女性モデル。大阪府出身。東横学園女子短期大学生活学科卒業。

## 略歴
- 2003年、東レキャンペーンガールに選ばれる。
- その後、ファッション雑誌『ef』『JJ』などのモデルとして活動。

## 出演

### 雑誌
- ef（主婦の友社）
- JJ（光文社）

## 作品

### 写真集
- walk alone（2003年6月24日、竹書房）

### DVD
- walk alone（2003年6月20日、竹書房）